# Xã Longswamp, Quận Berks, Pennsylvania
Xã Longswamp (tiếng Anh: Longswamp Township) là một xã thuộc quận Berks, tiểu bang Pennsylvania, Hoa Kỳ. Năm 2010, dân số của xã này là 5.679 người.